# ان تانگ، باک کان
ان تانگ، باک کان (به لاتین: An Thắng, Bắc Kạn) یک منطقهٔ مسکونی در ویتنام است که در استان باک کان واقع شده‌است.